# Kenneth II di Scozia
Cináed II Mac Maíl Coluim, o in inglese Kenneth II MacMalcolm (954 circa – 995), è stato re di Scozia dal 971 al 973, e poi dopo essere stato sostituito da Amlaib di Scozia per un breve periodo, e tornato al trono di Scozia dal 977 al 995 e succedette a Cuilén di Scozia.

## Biografia

### Infanzia
Era figlio di Malcolm I di Scozia.

### Regno
Le cronache dei re di Alba è stato compilato durante il suo regno, ma molti dei nomi di luogo accennati sono interamente corrotti, se non inventati. Qualunque sia la realtà, le cronache dichiarano che "lui ha immediatamente saccheggiato Strathclyde. La fanteria di Kenneth fece un enorme massacro a Moin Uacoruar." Le cronache dicono inoltre che Cináed ha saccheggiato la Northumbria tre volte, in primo luogo fino a Stainmore, poi a Cluiam ed infine sul fiume Dee da Chester. Queste incursioni possono collocarsi intorno al 980, quando le cronache anglosassoni registrarono gli attacchi a Cheshire.
Nel 973, le Cronache di Melrose segnalano che Cináed, con Máel Coluim mac Domnaill, il re di Strathclyde, "Maccus, re di molte isole" (cioè il re dell'Isola di Man e di altre isole Magnus Haraldsson, denominato Maccus mac Arailt) e con altri re gallesi e norvegesi, è venuto a Chester per riconoscere la sovranità del re inglese Edgardo. Può essere accaduto che Edgardo abbia regolato la frontiera fra le terre del sud del regno di Scozia e le terre nordiche del suo regno inglese. Cumbria era inglese, la frontiera occidentale posta sul Solway. Nell'est, la frontiera risiede in qualche luogo dopo Lothian, a sud di Edimburgo.
Gli Annali di Tigernach, in una divagazione, riportano che tre conti scozzesi siano entrati nel regno di Cináed nel 976: Cellach mac Fíndgaine, Cellach mac Baireda and Donnchad mac Morgaínd. Il terzo di questi, se non è un errore, è molto probabile che sia un fratello di Domnall, conte di Moray. Le contee o i regni dominati dai due Cellach non possono essere identificati. Nel 977 gli Annali di Ulster riportano che "Amlaíb mac Iduilb, è stato ucciso da Cináed mac Domnaill." Gli annali di Tigernach però danno il nome corretto dell'assassino di Amlaíb: Cináed Mac Maíl Coluim. Quindi, anche se soltanto per un breve periodo, Cináed mac Maíl Coluim è stato sollevato dal trono dal fratello del suo predecessore.
Adamo da Brema dice che Sweyn I di Danimarca abbia trovato esilio in Scozia, ma se questo era con Cináed, o uno degli altri re in Scozia, non si sa. Inoltre in questo periodo, la Saga di Njal, e Saga degli uomini delle Orcadi ed altre fonti raccontano le guerre fra "gli Scozzesi" ed i Nordici, ma probabilmente la guerra è tra Sigurd Hlodvisson, conte di Orkney ed il conte, o re, di Moray. Le cronache dicono che Cináed ha fondato un grande monastero a Brechin. 

### Morte
Cináed è stato ucciso nel 995, gli annali di Ulster dicono "con l'inganno" e gli annali di Tigernach dicono "dal suo seguito". Alcune fonti successive, quali le cronache di Melrose, di John di Fordun e di Andrew Wyntoun forniscono più particolari, più o meno accuratamente.
La tesi più semplice è che è stato ucciso dai suoi stessi uomini a Fettercairn, attraverso il tradimento di Fimberhele (o Finnguala) figlia di Cuncar, conte di Angus, come vendetta per avere ucciso il suo unico figlio. La profezia di Berchán aggiunge poco, salvo che chiama Cináed "il kinslayer (uccisore di bambini)" e dice che sia morto a Strathmore. Il figlio di Cináed, Máel Coluim divenne più tardi re di Scozia. Cináed può avere un secondo figlio, chiamato Dúngal o Gille Coemgáin. Le fonti differiscono ma Boite mac Cináeda dovrebbe essere un figlio di questo Cináed o di Cináed mac Duib.

## Ascendenza
|                      |   |   | Genitori |  |  | Nonni |  |  | Bisnonni               |  |  | Trisnonni           |  |
|                      |   |   |          |  |  |       |  |  | Costantino I di Scozia |  |  | Kenneth I di Scozia |  |
|                      |   |   |          |  |  |       |  |  | Costantino I di Scozia |  |  | Kenneth I di Scozia |  |
|                      |   | … |          |  |  |       |  |  | Costantino I di Scozia |  |  |                     |  |
| Donald II di Scozia  |   |   |          |  |  |       |  |  | Costantino I di Scozia |  |  |                     |  |
|                      |   | … | …        |  |  |       |  |  |                        |  |  |                     |  |
|                      |   | … | …        |  |  |       |  |  |                        |  |  |                     |  |
|                      |   | … | …        |  |  |       |  |  |                        |  |  |                     |  |
| Malcolm I di Scozia  |   | … |          |  |  |       |  |  |                        |  |  |                     |  |
|                      |   | … | …        |  |  |       |  |  |                        |  |  |                     |  |
|                      |   | … | …        |  |  |       |  |  |                        |  |  |                     |  |
|                      |   | … | …        |  |  |       |  |  |                        |  |  |                     |  |
| …                    |   | … |          |  |  |       |  |  |                        |  |  |                     |  |
|                      |   | … | …        |  |  |       |  |  |                        |  |  |                     |  |
|                      |   | … | …        |  |  |       |  |  |                        |  |  |                     |  |
|                      |   | … | …        |  |  |       |  |  |                        |  |  |                     |  |
| Kenneth II di Scozia |   | … |          |  |  |       |  |  |                        |  |  |                     |  |
|                      | … | … |          |  |  |       |  |  |                        |  |  |                     |  |
|                      | … | … |          |  |  |       |  |  |                        |  |  |                     |  |
|                      | … | … |          |  |  |       |  |  |                        |  |  |                     |  |
| …                    | … |   |          |  |  |       |  |  |                        |  |  |                     |  |
|                      |   | … | …        |  |  |       |  |  |                        |  |  |                     |  |
|                      |   | … | …        |  |  |       |  |  |                        |  |  |                     |  |
|                      |   | … | …        |  |  |       |  |  |                        |  |  |                     |  |
| …                    |   | … |          |  |  |       |  |  |                        |  |  |                     |  |
|                      |   | … | …        |  |  |       |  |  |                        |  |  |                     |  |
|                      |   | … | …        |  |  |       |  |  |                        |  |  |                     |  |
|                      |   | … | …        |  |  |       |  |  |                        |  |  |                     |  |
| …                    |   | … |          |  |  |       |  |  |                        |  |  |                     |  |
|                      |   | … | …        |  |  |       |  |  |                        |  |  |                     |  |
|                      |   | … | …        |  |  |       |  |  |                        |  |  |                     |  |
|                      |   | … | …        |  |  |       |  |  |                        |  |  |                     |  |
|                      |   | … |          |  |  |       |  |  |                        |  |  |                     |  |